# Perálec
Perálec település Csehországban, a Chrudimi járásban. Perálec Hluboká, Proseč, Skuteč és Zderaz településekkel határos. Lakosainak száma 257 fő (2024. január 1.).

## Népesség
A település lakosságának változását az alábbi diagram mutatja:
| Lakosok száma | 496  | 512  | 481  | 342  | 267  | 234  | 234  | 246  | 240  | 257  |
|               | 1869 | 1900 | 1921 | 1961 | 1980 | 2011 | 2016 | 2019 | 2021 | 2024 |